# Češka
 Ovo je glavno značenje pojma Češka. Za druga značenja pogledajte Češka (razdvojba).
Češka (češ. Česko), službeno Češka Republika (češ. Česká republika) je država u Srednjoj Europi koja na sjeveroistoku graniči s Poljskom, na jugoistoku sa Slovačkom, na jugu s Austrijom i na zapadu i sjeverozapadu s Njemačkom.
Češka država nastala je krajem 9. stoljeće kao Vojvodstvo Češka u sklopu povijesne Velikomoravske Kneževine. Nakon pada kneževine 907. godine, centar moći se iz Moravske preselio u Bohemiju (Češku) pod vladavinom Přemyslovića. Godine 1004., Vojvodstvo je formalno priznato kao dio Svetog Rimskog Carstva. Godine 1212. službeno je priznato kao Kraljevina Bohemija, a svoj najveći teritorijalni doseg imala je tijekom 14. stoljeća. Češki kralj nije vladao samo tadašnjom Češkom već i svim drugim zemljama koje su tvorile tzv. Krunu sv. Vaclava, a imao je i pravo glasa pri izboru rimsko-njemačkog cara. Tijekom Husitskih ratova u 15. stoljeću, potaknutih češkom reformacijom, Kraljevina Bohemija se suočila s nizom embarga i odbila je čak pet križarskih ratova koje su proglasili vođe Katoličke Crkve, a mahom vodili njemački carevi.
Nakon Mohačke bitke 1526. godine, zemlje Krune sv. Vaclava su pripojene Habsburškoj Monarhiji, zajedno s Austrijskim Nadvojvodstvom i Kraljevinom Ugarskom. Protestanska češka buna (1618. – 1620.) protiv katoličkih Habsburgovaca dovela je do Tridesetogodišnjeg rata, nakon kojega je Monarhija konsolidirala svoju vlast, nanovo nametnula katolicizam i započela s provedbom postepene germanizacije. Nakon pada Svetog Rimskog Carstva 1806. godine, Kraljevina Bohemija je pripojena Austrijskom Carstvu, a češki jezik je doživio obnovu u jeku jačanja romantičarskog nacionalizma. U 19. stoljeću, češke zemlje su predstavljale industrijsko središte Austro-Ugarske monarhije, zbog čega će kasnije postati središte Čehoslovačke, formirane 1918. godine nakon raspada Austro-Ugarske monarhije, nakon Prvog svjetskog rata. U međuratnom razdoblju je Čehoslovačka, preostala jedina demokracija u tom dijelu Europe.
Tijekom Drugog svjetskog rata, Češka je bila pod njemačkom okupacijom, a oslobođena je 1945. godine od strane Sovjeta i Amerikanaca. Većina stanovništva koje je govorilo njemačkim je protjerano nakon rata, čime je Češka izgubila velik dio svojih manjina i svoj raniji dvojezični karakter. Na izborima 1946. pobjedu je odnijela Komunistička partija Čehoslovačke. Nakon državnog udara 1948., Čehoslovačka je postala jednostranačka komunistička država pod sovjetskim utjecajem. Godine 1968., rastuće nezadovoljstvo režimom kulminiralo je reformskim pokretom znanim kao Praško proljeće, koji je završio sovjetskom invazijom. Čehoslovačka je do 1989. godine bila pod okupacijom, kada je Baršunasta revolucija dovela do raspada komunističkog sustava i reuspostave višestranačke republike. Dana 1. siječnja 1993. godine, Čehoslovačka se mirno raspala, a njezine bivše članice postale su nezavisne republike Češka i Slovačka.
Češka je visoko razvijena država s naprednim gospodarstvom i visokim životnim standardom. UNDP je rangirala Češku na 15. mjesto HDI-ju prilagođenom nejednakostima. Češka je također 6. najmiroljubivija zdržava svijeta, a uz to ostvaruje visoki stupanj demokratske vlasti. Grad Prag ima najnižu stopu nezaposlenosti u cijeloj Europskoj uniji.
Češka je uz to i članica Ujedinjenih naroda, Europske unije, NATO-a, OECD-a, OSCE-a i Vijeća Europe.

## Ime
Etimologija naziva Češke Republike ima određene specifičnosti. Aktualni naziv dolazi od endonima Čech, koji je posuđen iz poljskog jezika. Naziv se odnosi na slavenski narod Čehe (češ. Čechové), koje je njihov vođa Čeh doveo i nastanio na planini Říp. Etimologija riječi Čech se može pratiti još do praslavenskog korijena *čel-, koji se odnosi na pripadnika nekog naroda. To znači da termin Čech ima isti etimološki korijen kao suvremeni češki izraz člověk, koji označava čovjeka ili osobu.
Češko ministarstvo vanjskih poslova objavilo je 1993. da se u svim međunarodnim situacijama osim službenih dokumenata kao engleski naziv države treba koristiti "Czechia", ali u svijetu se i dalje češće koristi naziv "Czech Republic".

## Povijest

### Prapovijest
O naseobinama na teritoriji Češke još oko 28.000 godina prije nove ere govori niz arheoloških nalazišta. Od 3. stoljeću pr. Kr. naseljavaju je Kelti, a od 1. stoljeća i Germani. Slaveni su se na područje današnje Češke doselili u 5. stoljeću, a u 7. stoljećuu oformili Samovo kraljevstvo. Godine 833. na području Moravske, Slovačke, sjeverne Mađarske i zapadnog zakarpatskog kraja nastaje Velikomoravska kneževina, koja vremenom raste i obuhvata i Češku (890. – 894.), Šlesku, Lužice, Malopoljsku, i dio Mađarske. Velika Moravska, od koje se Češka odcijepila 894., nestala je pod udarom Mađara 907. godine.

### Dolazak Slavena
Češki su teritorij od davnine (oko 400. pr. Kr. - 8. pr. Kr.) naseljavali narodi keltskoga podrijetla (Boii) i po njima je prozvana Bohemijom (njem. Böhmen). God. 8. pr. Kr. osvajaju je Germani, Markomani i Kvadi. U 5. stoljeću osvojila su ga slavenska plemena koja su oko 530. god. iz istočne Bohemije prodrla rijekama Labom i Vltavom do središta današnje Češke. Krajem tog stoljeća već postoji Moravsko kneževstvo koje obuhvaća današnju jugoistočnu Moravsku, Záhorie u jugozapadnoj Slovačkoj, te dijelove Donje Austrije.
Od 623. do 658. god. Češka se nalazi u sastavu prve slavenske države kneza Sama. Nakon toga, Češka se našla pod franačkom vlašću, te naposljetku (od 843.) priznaje vlast Nijemaca.

### Bohemija
Češka se pojavila krajem 9. stoljeća, kad se ujedinila pod dinastijom Přemyslovići. Češko (Bohemsko) kraljevstvo (Bohemija) bilo je važna lokalna sila, ali njegova je moć opala zbog razaranja tijekom vjerskih sukoba kao što su bili Husitski ratovi u 15. stoljeću i Tridesetogodišnji rat u 17. stoljeću. Kasnije je Češka potpala pod kuću Habsburg i postala dio Austro-Ugarske. Od 16. stoljeća do kraja 1. svjetskog rata Češka i Moravska pripadale su Habsburškom Carstvu i dijelile njegovu povijest.
Austro-Ugarska je propala u prvom svjetskom ratu, a Česi i susjedni Slovaci ujedinili su se 1918. godine u neovisnu republiku Čehoslovačku. Suživot različitih etničkih sukoba (Čeha, Slovaka, Mađara, Nijemaca) u jednoj državi izazvao je opće nezadovoljstvo koje je 1938. Hitler iskoristio i pripojio Njemačkoj područje Sudeta sa stanovništvom njemačke tradicije i jezika (Münchenski sporazum). Vojna intervencija u Sudetima bila je jedna od uzroka Drugog svjetskog rata, a prethodila je pripojenju cijele Čehoslovačke Reichu. U razdoblju njemačke okupacije Čehoslovačka je prestala postojati, a premijer Edvard Beneš (1935. – 1946.) odlazi u London, gdje 1940. postaje predsjednik Nacionalnog vijeća Čehoslovačke republike, koje saveznici priznaju kao legitimnu vladu u izbjeglištvu.

### Nacionalno buđenje Češke
Od 16. stoljeća do kraja 1. svjetskog rata Češka i Moravska pripadale su Habsburškom Carstvu i dijelile njegovu povijest.
Otpor germanizaciji doveo je već koncem 18. stoljeća da češkog narodnog preporoda. Češka građanska skupština je 1848. god. tražila ravnopravnost s Nijemcima i sjedinjenje čeških zemalja. Član Narodnog odbora František Palacký predsjednik je Slavenskog kongresa u Pragu na kojem se raspravljalo o jačanju austrijskih Slavena: Čeha, Slovaka, Poljaka, Rusina, Hrvata, Slovenaca i Srba. Nakon sloma praškog ustanka (lipanj 1848.) uveden je Bachov apsolutizam koji je nakratko umrtvio politički život u Češkoj.
Borba za češku autonomiju nastavljena je od 1860-ih, a nakon izborne pobjede 1891. god. mladočesi traže neovisnost Češke. Njihov je vođa T. G. Masaryk emigrirao 1914. god. i u inozemstvu osnovao pokret za osnutak samostalne češke republike.

### Čehoslovačka

#### Nastanak
Nakon poraza Austro-Ugarske u Prvom svjetskom ratu, češke zemlje su se osamostalile i zajedno sa susjednim Slovacima (Martinska deklaracija) 28. listopada 1918. godine formirali novu državu – Čehoslovačku (češ. Československo, slv. Československo), tzv. "prvu republiku", koja je obuhvaćala i teritorij zakarpatske Rusije (danas Ukrajine), s prvim predsjednikom Tomášom Masarykom. U novoj državi većina industrije je bila iz doba Austro-Ugarske i u narednim godinama je počela prosperirati. Industrijski proizvodi su bili izvezeni na tržišta mnogih država svijeta. Vlada ČSR je osnovala obranu republike paktom s Rumunjskom i Jugoslavijom (tzv. Mala Antanta).

#### Druga Čehoslovačka Republika
Pod pritiskom nacističke Njemačke i europskih sila, od kojih su neke čak ignorirale obrambene sporazume s Pragom, Čehoslovačka je u rujnu 1938. godine Münchenskim sporazumom Njemačkoj predala širok pogranični pojas Sudeta sa značajnom njemačkom nacionalnom manjinom, uz dogovor da to bude i posljednji njemački zahtjev. Jug Slovačke i zakarpatska Rusija pripali su Mađarskoj, a jedan dio teritorije (Tješinska oblast) je uzela i Poljska.
Nastaje i "druga republika" - Slovačka dobiva veću autonomiju, a u ime države ulazi crtica (Češko-Slovačka). Nedugo zatim, 14. ožujka 1939., Slovačka Republika proglašava nezavisnost, a 15. ožujka njemačka vojska okupira ostatak zemlje i proglašava Protektorat Češke i Moravske.
U svibnju 1945., Saveznici su oslobodili Čehoslovačku, a etnički Nijemci i neki Mađari su Benešovim dekretima protjerani u Njemačku, Austriju ili Mađarsku.

#### Treća Čehoslovačka Republika
Nakon drugog svjetskog rata obnovljena je Čehoslovačka, koja je bila pod utjecajem Sovjetskog Saveza od 1948. godine, pa nadalje. Kada su češki politički vođe pokušali liberalizirati vlast tijekom "Praškog proljeća", vojska Varšavskog pakta okupirala je zemlju 1968. godine. Čehoslovačka je stekla slobodu od Sovjetskog Saveza 1989. godine u mirnoj "Baršunastoj revoluciji".

#### Raspad Čehoslovačke
Do demokratskih promjena u Čehoslovačkoj dolazi mirnim putem, poslije Baršunaste revolucije 17. studenog 1989., kada je komunistički kongres za predsjednika izabrao književnika i disidenta Vaclava Havela. Godine 1990. iz imena obadvije republike uklonjen je pridjev "socijalistička", a početkom proljeća iste godine zajednička država je preimenovana u Čehoslovačku Federativnu Republiku (kratica: ČSFR) na češkom jeziku, odnosno Češko-Slovačku Federativnu Republiku na slovačkom. Nepunih mjesec dana kasnije, 20. ožujka 1990., ČSFR je ponovo dobila novo puno ime - Češka i Slovačka Federativna Republika; različite skraćenice ostale su nepromijenjene.
Čehoslovačka je sporazumno prestala postojati 1. siječnja 1993. godine.

### Suverena Češka (od 1993.)
Djelujući u pravcu regionalne suradnje, Češka je ostala članica Srednjoeuropske inicijative i Višegradske skupštine koja se od 1993. god. preorganizirala u Srednjoeuropsko područje slobodne trgovine – CEFTA. Godine 1999. je postala članica saveza NATO, a članica Europske unije postala je 1. svibnja 2004. godine.

## Administrativna podjela
Češka ima 13 pokrajina (kraje, jednina kraj).
| Registarska oznaka                                                              | Hrvatski naziv       | Službeni naziv na češkom | Glavni grad      | Povijesna pokrajina | Stanovništvo (2011.) | Površina (km2) | Gustoća (/km2) | BDP (u milijunima CZK) | BDP po stanovniku (u CZK) |
| ------------------------------------------------------------------------------- | -------------------- | ------------------------ | ---------------- | ------------------- | -------------------- | -------------- | -------------- | ---------------------- | ------------------------- |
| A                                                                               | Glavni grad Prag*    | Hlavní město Praha       | Prag*            | Češka               | 1.272.690            | 496,10         | 2.360          | 637.704                | 547.096                   |
| S                                                                               | Srednjočeški kraj    | Středočeský kraj         | Prag             | Češka               | 1.274.633            | 11.014,97      | 104            | 288.888                | 253.912                   |
| C                                                                               | Južnočeški kraj      | Jihočeský kraj           | České Budějovice | Češka               | 637.460              | 10.056,79      | 62             | 150.970                | 251.106                   |
| P                                                                               | Plzeňski kraj        | Plzeňský kraj            | Plzeň            | Češka               | 574.694              | 7.560,93       | 73             | 137.911                | 216.639                   |
| K                                                                               | Karlovarski kraj     | Karlovarský kraj         | Karlovy Vary     | Češka               | 310.245              | 3.314,46       | 92             | 65.789                 | 216.639                   |
| U                                                                               | Ustečki kraj         | Ústecký kraj             | Ústí nad Labem   | Češka               | 830.371              | 5.334,52       | 154            | 188.041                | 229.146                   |
| L                                                                               | Liberečki kraj       | Liberecký kraj           | Liberec          | Češka               | 439.262              | 3.162,93       | 135            | 94.451                 | 229.146                   |
| H                                                                               | Královéhradečki kraj | Královéhradecký kraj     | Hradec Králové   | Češka Moravska      | 555.683              | 4.758,54       | 115            | 133.767                | 244.549                   |
| E                                                                               | Pardubički kraj      | Pardubický kraj          | Pardubice        | Češka Moravska      | 505.285              | 4.519          | 112            | 116.639                | 230.880                   |
| M                                                                               | Olomoučki kraj       | Olomoucký kraj           | Olomouc          | Moravska Šleska     | 639.946              | 5.266,57       | 123            | 134.376                | 211.467                   |
| T                                                                               | Moravskošleski kraj  | Moravskoslezský kraj     | Ostrava          | Moravska Šleska     | 1.236.028            | 5.426,83       | 227            | 280.210                | 222.638                   |
| B                                                                               | Južnomoravski kraj   | Jihomoravský kraj        | Brno             | Moravska            | 1.169.788            | 7.194,56       | 159            | 285.855                | 254.684                   |
| Z                                                                               | Zlínski kraj         | Zlínský kraj             | Zlín             | Moravska            | 590.459              | 3.963,55       | 149            | 131.789                | 222.885                   |
| J                                                                               | Vysočinski kraj      | Kraj Vysočina            | Jihlava          | Češka Moravska      | 512.727              | 6.795,56       | 75             | 121.318                | 234.530                   |
| CZ                                                                              | Češka                | Česko                    | Prag*            |                     | 10.562.214           | 78.864,92      | 130            | 2.767.717              | 271.161                   |
| Glavni grad (hlavní město) Prag ima status kraja, ovdje označen zvjezdicom (*). |                      |                          |                  |                     |                      |                |                |                        |                           |

## Zemljopis

### Položaj
Češka je srednjoeuropska država. Graniči s Austrijom, Njemačkom, Slovačkom i Poljskom.

### Geologija i reljef
Češki (bohemski) reljef je vrlo raznolik. Na zapadu je velika nizina kroz koju teku rijeke Laba i Vltava, te koja je okružena niskim planinama Krkonoše (u Sudeti), na kojima je i najviši vrh države, Sněžka (1,602 m).
Moravska, istočni dio zemlje, više je brdovita i kao glavnu rijeku ima Moravu, ali u njoj izvire i Odra. Rijeke iz Češke teku u tri različita mora: Sjeverno more, Baltičko more i Crno more. Klima je umjerena, ljeta su topla, a zime hladne, oblačne i vlažne. Osjećaju se i morski i kontinentalni utjecaji.

### Klima
Klima je kontinentalnoga tipa s hladnim zimama i velikim termičkim skokovima. Planine su obrasle crnogoricom i bjelogoricom do najviših vrhova, dok se na obroncima uzgajaju poljoprivredne kulture. U istočnom dijelu Moravske, gdje su padaline oskudnije, pojavljuju se stepska područja. Valja napomenuti da su velika šumska područja zemlje ozbiljno ugrožena onečišćenjem i kiselim kišama.

## Politika
Prema ustavu, Češka je parlamentarna demokracija, a šef države je predsjednik, kojeg biraju građani svakih pet godina. Predsjednik ima određene ovlasti, kao što je pravo da predlaže suce Ustavnog suda, raspušta parlament u određenim uvjetima, te ulaže veto na zakone. Osim toga, predsjednik imenuje predsjednika vlade, koji usmjerava najveći dio domaće i vanjske politike, a predsjednik imenuje i druge članove kabineta na prijedlog predsjednika vlade.
Češka ima dvodomni parlament sa Zastupničkim domom (Poslanecká sněmovna) i Senatom (Senát). Prvi dom ima 200 zastupnika, koji se biraju svake četiri godine proporcionalnim biranjem. Drugi dom ima 81 člana, koji imaju mandat šest godina, a jedna trećina se bira svake dvije godine na temelju većinskog glasovanja u dva kruga. Biračko pravo je opće i jednako, a imaju ga svi građani s navršenih 18 godina života. Najviši državni prizivni sud je Vrhovni sud. Predsjednik imenuje Ustavni sud, koji sudi o pitanjima ustava. Suci Ustavnog suda imaju mandate od deset godina.

## Gospodarstvo
Češka i Moravska, regije s jakom industrijom još u doba Habsburškog Carstva, bile su najrazvijenija područja još u komunističkom bloku, što se osobito odnosi na sekundarni privredni sektor. Prijelaz na slobodno tržište, započet 1990., dovršen je mnogo brže nego u ostalim zemljama toga područja zahvaljujući krupnim stranim ulaganjima. Češka se od sredine 1999. oporavlja od recesije. Gospodarstvo je živnulo u razdoblju od 2000. do 2001. godine zbog izvoza u Europsku uniju, pogotovo u Njemačku, te zbog investicija iz inozemstva, dok je domaća potražnja sve jača.
Češko je poljodjelstvo intenzivno i iskorištava visoki stupanj mehanizacije u proizvođačkim sustavima. Na više od polovine obradivih površina proizvode sve žitarice; obilata je i proizvodnja krumpira, povrća, duhana i šećerne repe, dok se na kraju oko Plzena, u Češkoj, uzgaja hmelj, sirovina za proizvodnju piva. Radi se na dovršenju privatizacije bankarstva, telekomunikacija i energetike, što će povećati strane investicije, dok će preustroj velikih kompanija i banaka, te modernije financije, trebali povećati proizvodnju.
Iako su ležišta nafte gotovo iscrpljena, u zemlji rade velika postrojenja za njezinu preradu; Ostravom prolazi ruski naftovod dug čak 4 500 km. Energetskim potrebama udovoljavaju brojne termoelektrane, hidroelektrane i nuklearne centrale. Obilje sirovina omogućilo je razvoj teške i lake metalurgije u blizini rudarskih područja.
- Neboderi u Pragu
- Railjet – vlak velikih brzina, Čeških željeznica na glavnom kolodvoru u Pragu
- Poslovni neboderi u Brnu
- Praški metro – stanica Staroměstská
- Autocesta D8
- Škoda

## Promet
Cestovne i željezničke prometnice u Češkoj dobro su razgranate diljem zemlje, dok se autocestovna mreža širi i razvija. Prag je dobro povezan s glavnim gradovima središnje Europe: s Budimpeštom, Bečom, Moskvom, Varšavom, Berlinom. Dobro je razvijen i zračni promet. Kroz zračne luke Praga, Brna i Ostrave prolazi veliki dio trgovačkoga prometa.

## Stanovništvo

### Popis 2011.
U Češkoj prema popisu stanovništva iz 2011. živi 10.436.560 stanovnika odnosno ili 134 st./km². Većina stanovnika Češke su Česi (64,3%), Moravci (5,0%), Slovaci (1,4%), Ukrajinci (0,5%), Poljaci (0,4 %), Vijetnamci (0,3%), Nijemci (0,2%), Romi i dr.
Broj etničkih Čeha (64,3% odn. 6.711.624 stan.) je za razliku od prethodnog popisa iz 2001. godine (90,4% odn. 9.249.777 stan.) naglo pao. Broj neizjašnjenih je s 220.660 (2,6%) u 2001. godini porastao na 2.742.669 (26,0%) u 2011. godini.

### Popis 2001.
Prema popisu stanovništva iz 2001., u Češkoj je živjelo 10.230.060 stanovnika. Od toga su 9.249.777 (90,4%) bili Česi, 380.474 (3,7%) Moravci, 193.190 (1,9%) Slovaci, 51.968 (0,5%) Poljaci, 39.106 (0,4%) Nijemci, 22.112 (0,2%) Ukrajinci, 17.462 (0,2%) Vijetnamci i mnogi drugi kao npr.: Romi, Mađari ili Rusi.

### Etničke grupe
| Česi                      | 8.363.768  | 81,2       | 9.249.777  | 90,5       | 6.732.104  | 63,7       |
| Moravci                   | 1.362.313  | 13,2       | 380.474    | 3,7        | 522.474    | 4,9        |
| Šlezi                     | 44.446     | 0,4        | 10.878     | 0,1        | 12.231     | 0,1        |
| Slovaci                   | 314.877    | 3,1        | 193.190    | 1,9        | 149.140    | 1,4        |
| Poljaci                   | 59.383     | 0,6        | 51.968     | 0,5        | 39.269     | 0,4        |
| Nijemci                   | 48.556     | 0,5        | 39.106     | 0,4        | 18.772     | 0,3        |
| Ukrajinci                 | 8.220      | 0,1        | 22.112     | 0,2        | 53.603     | 0,5        |
| Rusini                    | 1.926      | 0,0        | 1.106      | 0,0        |            |            |
| Rusi                      | 5.062      | 0,0        | 12.369     | 0,1        | 18.021     | 0,2        |
| Vijetnamci                | 421        | 0,0        | 17.462     | 0,2        | 29.825     | 0,3        |
| Mađari                    | 19,932     | 0,2        | 14.672     | 0,1        | 9.049      | 0,1        |
| Romi                      | 32.903     | 0,3        | 11.746     | 0,1        | 5.199      | 0,0        |
| Židovi                    | 218        | 0,0        |            |            |            |            |
| Jugoslaveni               | 3.386      | 0,0        |            |            |            |            |
| Rumunji                   | 1.034      | 0,0        | 1.238      | 0,0        |            |            |
| Ostali/ne izjašnjavaju se | 39.129     | 0,4        | 220.660    | 2,6        | 2.742.669  | 26,0       |
| Ukupno                    | 10.302.215 | 10.302.215 | 10.230.060 | 10.230.060 | 10.562.214 | 10.562.214 |
| 1 Čehoslovački popis      |            |            |            |            |            |            |

### Jezik
Službeni jezik je češki, a govore se i jezici brojnih etničkih manjina.

### Religija
Glavne religije kao postoci ukupnog stanovništva su: Rimokatolici (10,3%), protestanti (0,8%) te ireligiozni (34%), ostali (9%).
45% stanovništva se nije izjasnilo po pitanju vjere.

## Kultura
Karlovo sveučilište u Pragu, osnovano 1340-ih (vjerojatno 1348.), bilo je prvo sveučilište u srednjoj Europi i u svim slavenskim zemljama. Neki od njegovih studenata i profesora su bili: Franz Kafka, Milan Kundera, Nikola Tesla, Albert Einstein, Ernst Mach, Edvard Beneš i dr. Wolfgang Amadeus Mozart je bio vezan za Prag, jer je u njemu nalazio na više razumijevanja za svoj rad, nego u Beču. U Narodnom kazalištu u Pragu je održana premijera njegove opere "Don Giovanni" 29. listopada 1787. Vila Bertramka u kojoj je stanovao, danas je pretvorena u muzej.
Poznati su češki kompozitori nacionalne škole iz 19. stoljeća, Bedřich Smetana i Antonín Dvořák. Među književnicima izdvajaju se Karel Čapek, Franz Kafka i Milan Kundera. Slikar i grafičar Alphonse Mucha bio je jedan od predvodnika umjetničkog pravca secesije (ili Art Nouveau). Česi su bili među najaktivnijim umjetnicima u pokretu kubizma. Čuveni znanstvenik, Gregor Mendel, otac genetike, živio je i istraživao u Brnu.

## Državni blagdani (neradni dani)
| datum         | hrvatski naziv                             | lokalni naziv                                   | napomene |
| ------------- | ------------------------------------------ | ----------------------------------------------- | --- |
| 1. siječnja   | Dan obnove neovisnosti Češke; Nova godina  | Den obnovy samostatného českého státu; Nový rok | Češka je stekla neovisnost 1993. godine, nakon raspada Čeholovačke.                                                                  |
| klizni datum  | Uskrsni ponedjeljak                        | Velikonoční pondělí                             | Dan nakon Uskrsa. |
| 1. svibnja    | Praznik rada                               | Svátek práce                                    | |
| 8. svibnja    | Dan oslobođenja                            | Den osvobození                                  | Od 1945., kad je završio Drugi svjetski rat                                                                                          |
| 5. srpnja     | Dan Ćirila i Metoda                        | Den slovanských věrozvěstů Cyrila a Metoděje    | Godine 863. sveci Ćiril i Metod došli su u Veliku Moravsku da šire kršćanstvo.                                                       |
| 6. srpnja     | Dan Jana Husa                              | Den upálení mistra Jana Husa                    | Vjerski reformator Jan Hus spaljen je 1415.                                                                                          |
| 28. rujna     | Dan sv. Vjenceslava (Dan češke državnosti) | Den české státnosti                             | Godine 935. sveti Vjenceslav, svetac zaštitnik Češke, pao je od bratove ruke.                                                        |
| 28. listopada | Dan neovisne Čehoslovačke                  | Den vzniku samostatného československého státu  | Čehoslovačka je stvorena 1918. |
| 17. studenog  | Dan borbe za slobodu i demokraciju         | Den boje za svobodu a demokracii                | U spomen na studentske demonstracije protiv nacističke okupacije 1939. i demonstracije 1989. koje su pokrenule Bašunastu revoluciju. |
| 24. prosinca  | Badnjak                                    | Štědrý den                                      | |
| 25. prosinca  | Božić                                      | 1. svátek vánoční                               | |
| 26. prosinca  | Sveti Stjepan                              | 2. svátek vánoční                               | |

## Vanjske poveznice
- Czech.cz - službeni portal Češke
- Úřad vlády  Arhivirana inačica izvorne stranice od 3. travnja 2005. (Wayback Machine) - službena stranica vlade
- Pražský hrad  Arhivirana inačica izvorne stranice od 9. ožujka 2009. (Wayback Machine) - službena stranica predsjednika
- Poslanecká sněmovna  Arhivirana inačica izvorne stranice od 26. travnja 2005. (Wayback Machine) - službena stranica Zastupničkog doma
- Senát  Arhivirana inačica izvorne stranice od 19. lipnja 2006. (Wayback Machine) - službena stranica Senata
- http://www.praguepost.com/ - novosti

| Portal:Europa | Portal:Europa |

### Ostali projekti
|  | Zajednički poslužitelj ima stranicu o temi Češka              |
|  | Zajednički poslužitelj ima još gradiva o temi Češka Republika |
|  | Zajednički poslužitelj sadrži atlas Češke Republike           |